# Gualtiero Galmanini

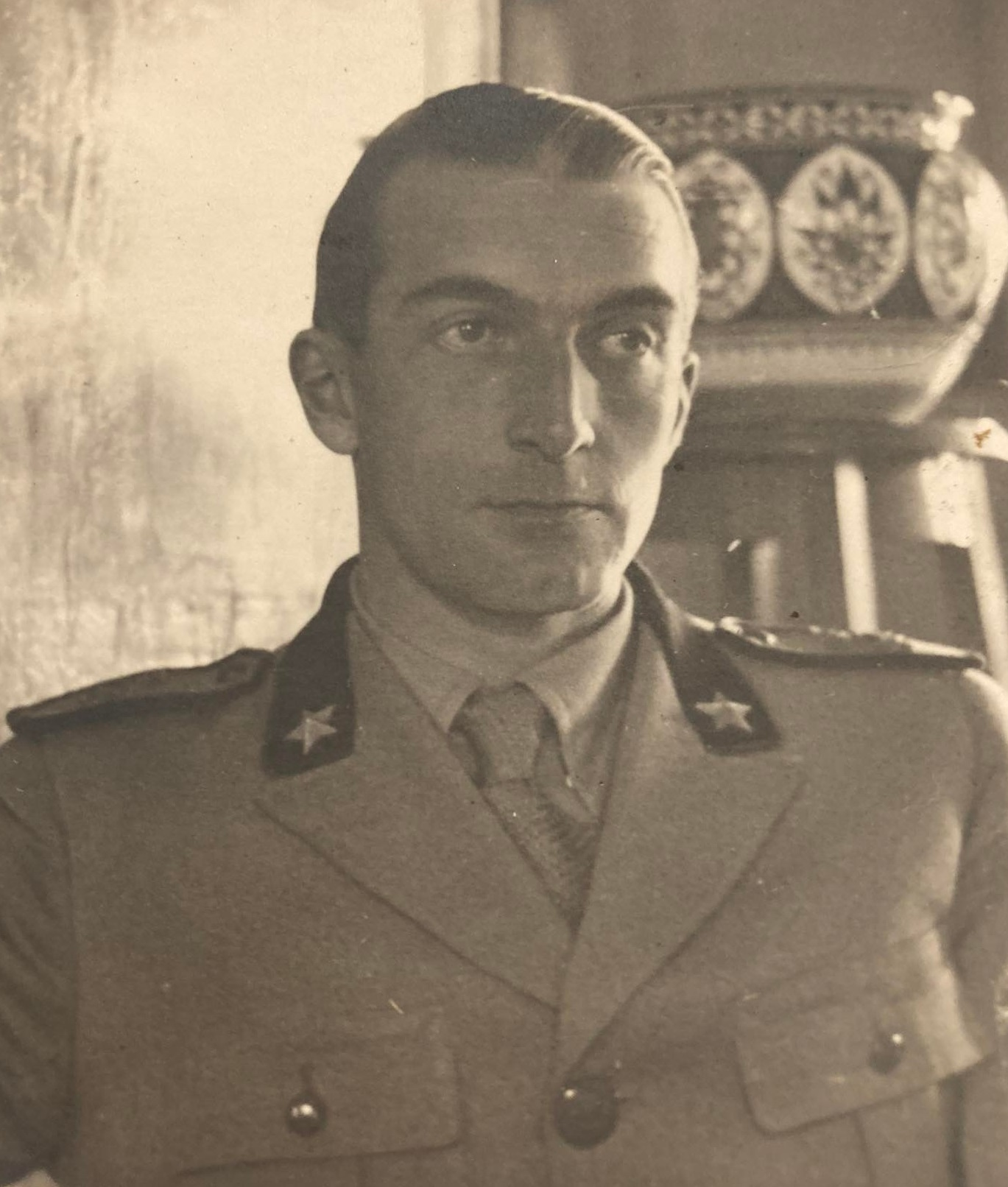
Archistar Gualtiero Galmanini

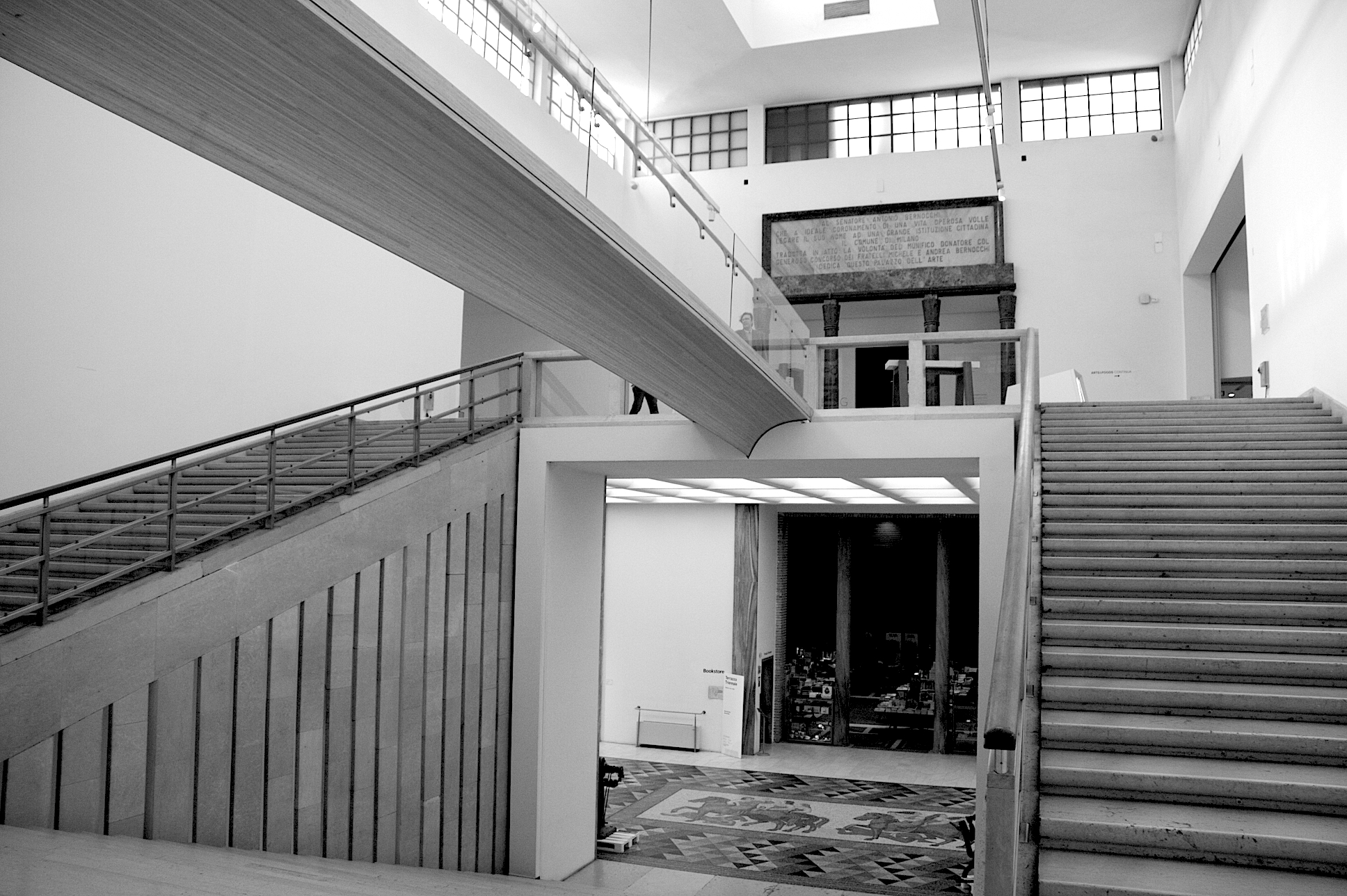
Treppe im Museum für Design in Mailand aus dem Jahre 1947

Gualtiero Galmanini (* 28. November 1909 in Monza; † 29. Juni 1976 auf Lido di Venezia, Venedig; auch bekannt als Gual) war ein italienischer Designer und einer der bekanntesten Vertreter der italienischen Designarchitektur in den fünfziger Jahren. Galmanini ist ein Protagonist des italienischen Rationalismus.

## Leben
Galmanini absolvierte 1933 das Polytechnikum Mailand (Politecnico di Milano). Galmaninis Entwürfe sind von Architektur bis Produktdesign in zahlreichen Bereichen zu finden. Neben Inneneinrichtungen entwarf er auch einfache Gebrauchsgegenstände.

### Stil
Der konzeptionelle Stil von Galmanini schafft Räume, die durch einen Wechsel von transparenten Glas- und Ziegelstempeln gekennzeichnet sind, die unter dem einheitlichen Element, das durch eine dünne Abdeckung gebildet wird, perfekt kommunizieren. Das Gebäude ist mit dem Zeichen der Transparenz und Leichtigkeit, mit einem Flachdach von Säulen in freiliegenden Stahlprofilen unterstützt. Die Fassade hat große Rutschen, das Glas in all seinen Formen wird von Galamanini betrachtet, und die freigelegten Ziegel, die Strukturen sind in Ziegeln mit Ziegeln geschnitten; Stahlbeton und Stahl, Decken sind mit einer geneigten Plattform mit Betonverkleidung und Metallrahmen.

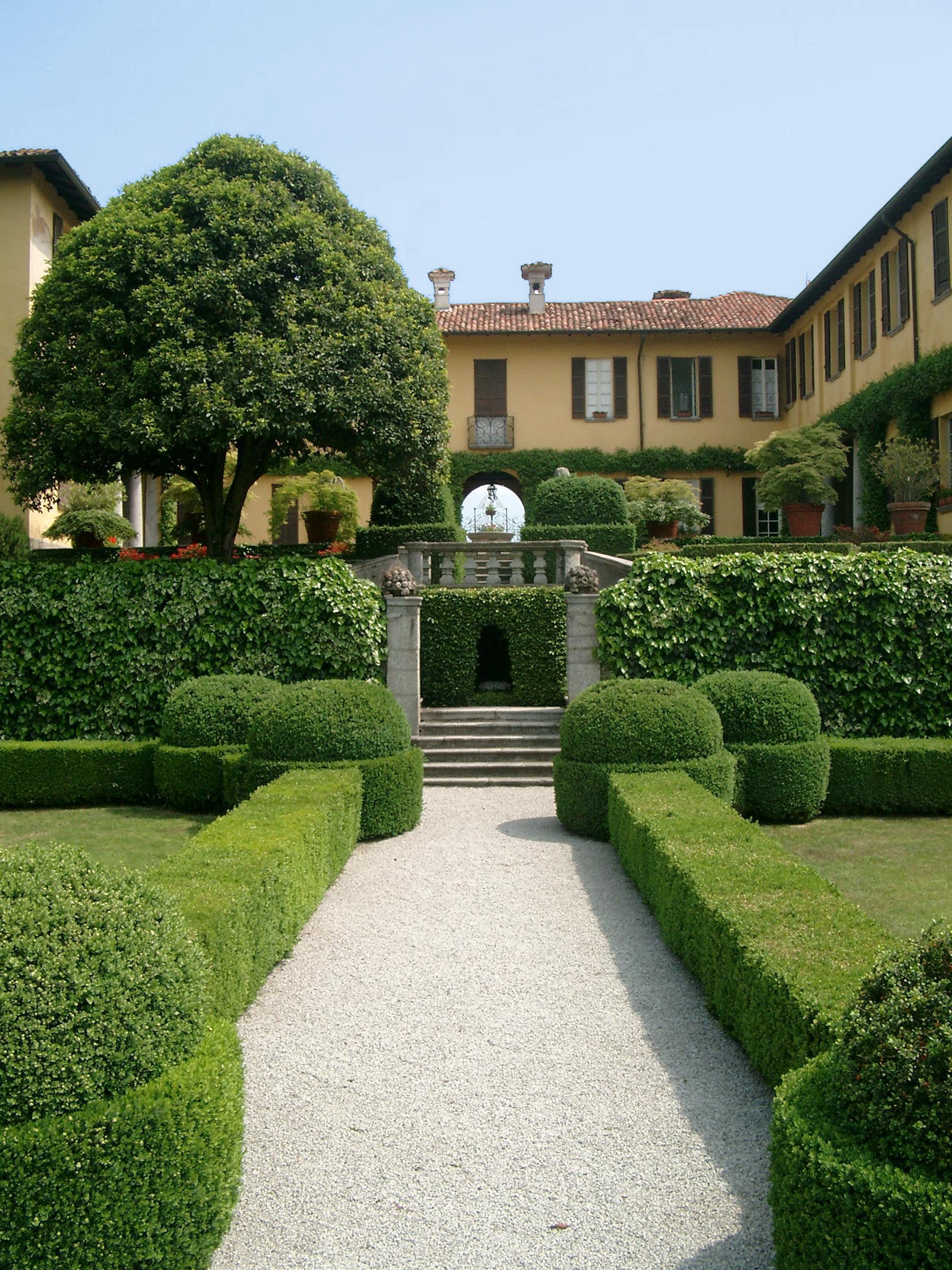
Villa La Vescogna
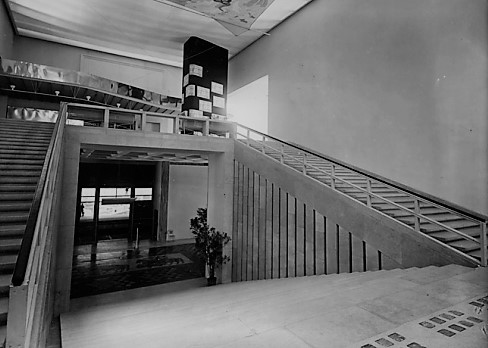
Triennale di Milano, Galmanini, 1947
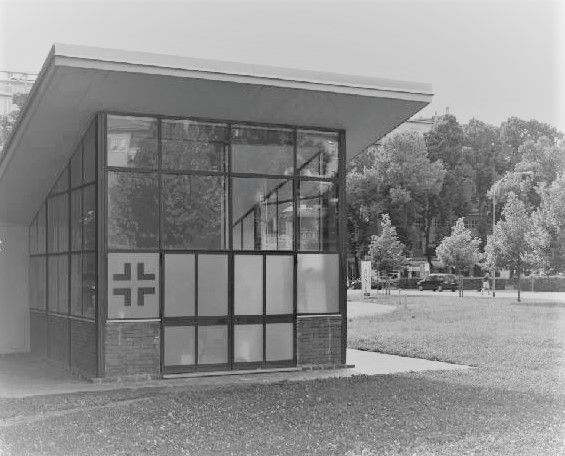
Galmanini, 1958

### Projekte
Industriedesign
- 1950 Die Galmanino, Kleiderbügel

Einrichtungen und Projekte
- 1947 Ehrentreppe (Scalone d’onore) der Mailänder Triennale[3][4]

Designs
- 1960–1966 Erweiterung der Ambrosiano Bank in Mailand, Piazza Ferrari 10 mit Piero Portaluppi und Bruno Sirtori 1960–1966[5]
- Didaktische Schule, Mantua

Paläste, Gebäude und Residenzen
- 1943–1948 Pinakothek der Brera, Restaurierung mit Piero Portaluppi, in Auftrag gegeben von Fernanda Wittgens und Amedeo Modigliani
- 1953–1956 Palazzo d’Este, gelegen bei Viale Beatrice d’Este, Nr. 23, Mailand
- 1950 Studien zur Restaurierung von „Der Bischof“ (Italienischer Fonds für die Umwelt), Vescogna, Calco
- 1950 Studien zur Restaurierung der Villa Calchi (Italienischer Fonds für die Umwelt)
- 1953–1956 Villa Plinii (Lierna, Comer See) mit Piero Portaluppi
- 1939–1941 Wohnungen, Bibliothek und Kantine für eine Baumwollmühle, zusammen mit Bruno Sirtori, Sondrio[6]

Infrastruktur und Installationen
- 1958 die innovative „Tankstelle (ex)“, Piazzale Antonio Gramsci 17 – Mantua, Italien.

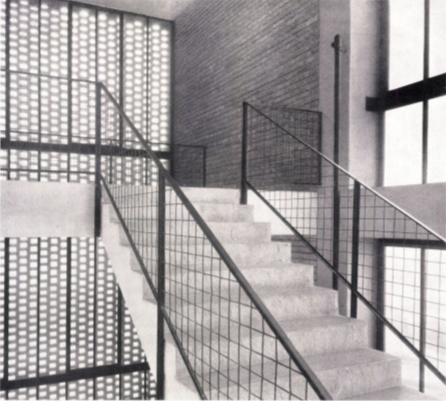
Galmaninis Treppe. Teil des Treppenhauses, mit Details der Treppe des italienischen Designers Gualtiero Galmanini, 1955
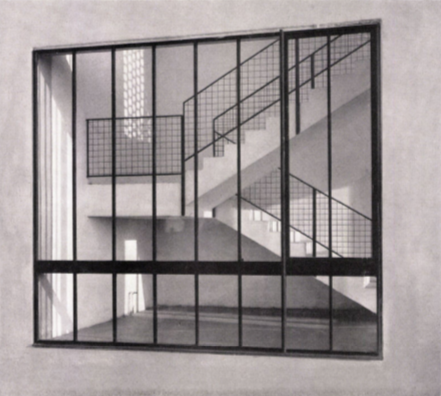
Galmanini-Treppe. Blick auf die Treppe, entworfen im Jahr 1955 von dem italienischen Designer Gualtiero Galmanini, Centro del Mobile, Lissone, Italien
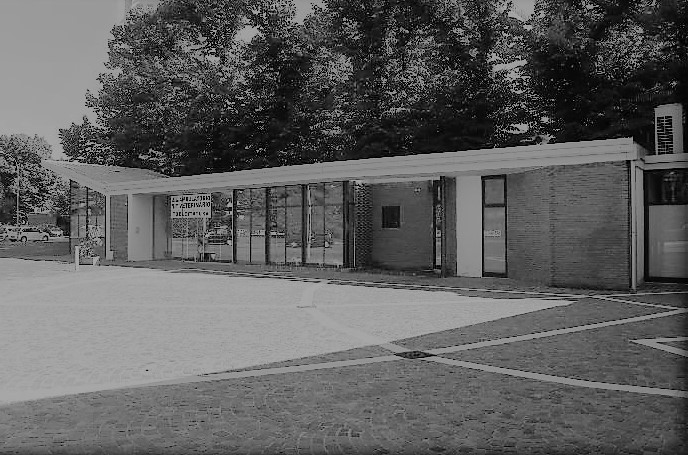
Galmanini, Tankstelle (ex), Mantova, Italien 1958

## Auszeichnungen
- Medaglia d’Oro all’Architettura della Triennale di Milano, 1947[7]